# Chất dẻo sinh học có thể phân hủy

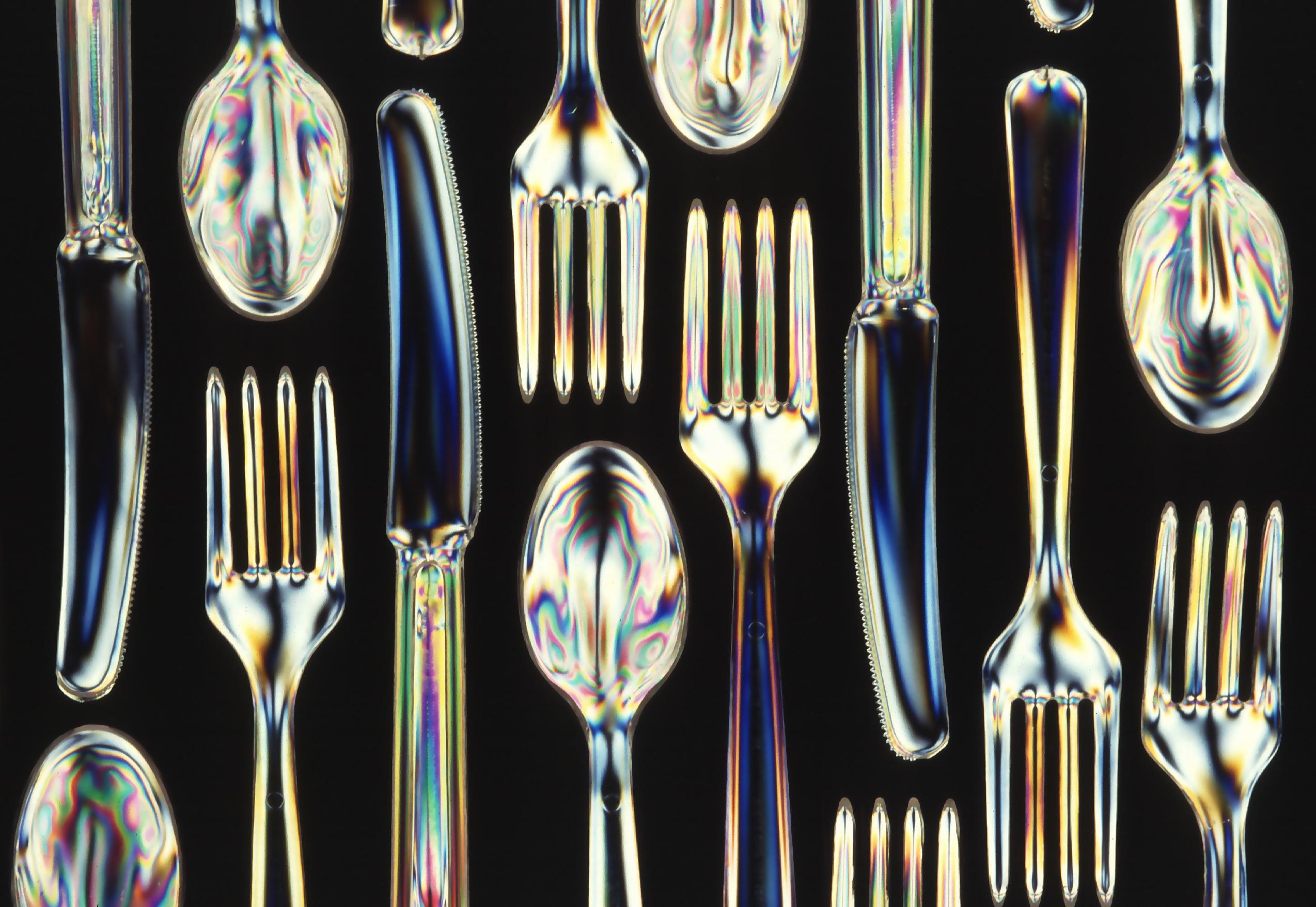
Đồ dùng làm bằng chất dẻo sinh học phân hủy được

Chất dẻo sinh học có thể phân hủy  là loại chất dẻo hủy bởi hoạt động của các sinh vật sống, thường là các vi khuẩn.
Hai loại cơ bản của chất dẻo phân huỷ sinh học có thể tồn tại là: Chất dẻo sinh học, các thành phần của nó có nguồn gốc từ các nguyên liệu tái tạo, và các chất dẻo được làm từ các chất hóa dầu có chứa các chất phụ gia phân huỷ sinh học giúp sản phẩm tăng cường phân hủy sinh học.

## Ví dụ
Trong khi các polyesters thơm lại gần như hoàn toàn kháng lại sự tấn công của vi khuẩn, hầu hết các hợp chất Aliphatic polyesters có thể phân huỷ sinh học do các liên kết có khả năng thủy phân [ester] của chúng:
- - Sản xuất tự nhiên: Polyhydroxyalkanoate s (PHAs) như poly-3-hydroxybutyrate (PHB), polyhydroxyvalerate (PHV) và polyhydroxyhexanoat (PHH);
  - Tài nguyên tái sinh: Polyclactic acid (PLA);
  - Tổng hợp: Polybutylene succinate (PBS), polycaprolactone (PCL)...
- Polyanhydrides
- Polyvinyl alcohol
- Hầu hết các dẫn xuất tinh bột
- Cellulose esters như cellulose axetat và nitrocellulose và dẫn xuất của chúng (celluloid).
- Polyethylene terephthalate
- Chất dẻo phân hủy sinh học với phụ gia[2]

## Tranh cãi
Nhiều người nhầm lẫn "dễ phân huỷ sinh học" với "có thể thành phân compost". "Phân huỷ sinh học" nói chung có nghĩa là một vật thể có thể được phân hủy sinh học, trong khi "có thể thành phân compost" thường quy định rằng quá trình như vậy sẽ dẫn đến phân compost, hoặc mùn.  Nhiều nhà sản xuất nhựa trên khắp Canada và Mỹ đã phát hành các sản phẩm được cho là có khả năng phân huỷ. Cơ sở hạ tầng quản lý chất thải hiện đang tái chế chất thải nhựa thông thường, đốt chúng, hoặc để nó vào bãi chôn lấp. Trộn các chất dẻo dễ phân huỷ vào cơ sở hạ tầng thường xuyên gây ra một số nguy hiểm cho môi trường. Tuy nhiên, yêu cầu này vẫn còn nhiều tranh cãi, nếu nhà sản xuất tối thiểu phù hợp với định nghĩa chuẩn của từ đã được rút ra của Hiệp hội Mỹ về kiểm định và vật liệu, vì nó áp dụng cho chất dẻo:
Có thể trải qua quá trình phân hủy sinh học ở nơi phân compost sao cho vật liệu không phân biệt được bằng mắt thường và phân hủy thành carbon dioxide, nước, các hợp chất vô cơ và sinh khối với tốc độ phù hợp với các vật liệu có thể phân huỷ được. "(ASTM D 6002)  
Có một sự khác biệt lớn giữa định nghĩa này và cái mà người ta mong đợi từ hoạt động làm phân compost sân sau. Với sự bao hàm của "các hợp chất vô cơ", định nghĩa trên cho phép sản phẩm cuối cùng không phải là mùn, một chất hữu cơ. Tiêu chuẩn duy nhất mà định nghĩa chuẩn ASTM đã làm là phác hoạ là nhựa dẻo có khả năng phân hủy có thể trở thành "không có khả năng phân biệt bằng mắt" theo tỷ lệ tương tự như một cái gì đó đã được tạo thành dưới dạng phân compost dưới định nghĩa truyền thống.

### Hủy bỏ ASTM D 6002
Vào tháng 1 năm 2011, ASTM đã hủy tiêu chuẩn ASTM D 6002, mà nhiều nhà sản xuất nhựa đã tham khảo để đạt được độ tin cậy trong việc ghi nhãn sản phẩm của họ như là phân compost. Mô tả rút gọn như sau:
 "Hướng dẫn này đề cập đến các tiêu chí, quy trình, và cách tiếp cận tổng quát để xác định khả năng phân hủy các chất dẻo dễ phân huỷ môi trường." 
Đến năm 2014, ASTM chưa thay thế tiêu chuẩn này.